# Joe Bryant
Joseph Washington „Jellybean” Bryant (ur. 19 października 1954 w Filadelfii, zm. 16 lipca 2024) – amerykański koszykarz i trener koszykarski.
W karierze zawodniczej występował w NBA, wybrany z 14. numerem w drafcie 1975, w barwach m.in. Philadelphia 76ers, San Diego Clippers i Houston Rockets. Po zakończeniu kariery w NBA przez kilka sezonów grał w lidze włoskiej. 
W latach 2005–07 trenował zespół Los Angeles Sparks grający w lidze WNBA. 11 lipca 2011 r. Bryant ponownie został zatrudniony jako główny szkoleniowiec Sparks.
Był ojcem Kobego Bryanta, koszykarza Los Angeles Lakers.
Zmarł z powodu rozległego udaru mózgu.

## Osiągnięcia
Drużynowe
- Wicemistrz NBA (1977)

Indywidualne
- MVP meczu gwiazd ligi włoskiej (2 x 1985)
- Uczestnik włoskiego meczu gwiazd (2 x 1985)

Trenerskie
- 2-krotny wicemistrz Japonii (2008, 2009)